# Alexandra Roubé-Jansky
Alexandra Roubé-Jansky est une romancière et journaliste française née le 7 mars 1899 à Varsovie et morte à Paris 16e le 10 novembre 1990. Elle fut directrice du théâtre des Arts de 1951 à 1969.

## Biographie

### Enfance et famille
Fille de Nasmi Bey (1875-1940), capitaine de la marine turque, et de Marie Dombrovska, elle passe son enfance en Russie. Elle fréquente le lycée de Rostov-sur-le-Don puis apprend le piano au Conservatoire de Moscou. À la Révolution de 1917, elle fuit à Constantinople.
Le 4 juin 1924, elle épouse Emmanuel Boyarinoff.
Le 4e de couverture de l'édition J'ai lu de son roman Rose noire (1981) indique qu'elle est née en Russie et qu'elle fut veuve à 17 ans. Elle confirme en effet en 1937 avoir été mariée deux fois.
Le couple eut un fils, Nicolas Boyarinoff. En 1924, il fréquente le lycée Hoche à Paris et est admis à l'école des Hautes études de Commerce en juillet 1936. En juillet 1938, sa maîtrise de l'anglais est certifiée. Militaire de réserve, il est promu sous-lieutenant par décret du 6 octobre 1939. Il trouve la mort au combat en juillet 1940, en défendant le fort du Chanot à Toul ; son décès n'est signalé dans la presse qu'en février 1941, mais, dès octobre 1940, sa mère tente déjà d'obtenir de ses nouvelles par le biais des petites annonces.
L'origine du nom "Roubé-Jansky" reste mystérieux. On peut, à titre d'hypothèse, signaler l'existence d'un philologue turc du nom d'Herbert Jansky.

### Paris
Elle s'installa en France à la fin des années 1920, acquit rapidement la notoriété et s'installe dans la vie mondaine et culturelle.
Le 24 mai 1928, elle fit publier une nouvelle, Mon suicide qui marque le début de sa carrière littéraire.
Son nom réapparut dans la presse le 15 juin 1928, alors qu'elle est employée comme vendeuse au théâtre de l'Athénée. Le 3 avril 1932, sa photo en pleine page fait la une du magazine féminin Eve.
Durant les années 1930, elle publie plusieurs romans axés sinon sur sa vie personnelle, en tous cas sur des circonstances et des cadres qui furent les siens, comme la vie en Russie après la Révolution de 1917 (Le Mariage d'Hamletow) ou la vie à Constantinople (Rose noire). En même temps journaliste et globe-trotter, elle anime aussi la vie mondaine à Paris. Elle est membre du Club des Belles Perdrix en 1932.
En 1933, elle est signalée comme collaboratrice de Paris-Magazine  - avec Marcel Aymé, Maurice Dekobra, etc. - et de la revue Scandale. Cette même année, elle visite Shanghaï.
En 1936 et 1937, elle est correspondante pour le journal Paris-Soir. Elle est entre autres envoyée en Russie au printemps 1936.
Le 21 juin 1940, elle embarque à bord du Massilia en tant que journaliste, pour un reportage à faire à Casablanca pour Paris-Soir. Raillée par les autres passagers, elle quittera le navire et fera le trajet par la route.
Elle habita entre autres à Paris, rue des Belles-Feuilles en 1932-1933  et à Garches dès 1935.

### Le groupe Diderot
Alexandra Roubé-Jansky affiche un intérêt pour Denis Diderot en achetant, entre 1933 et 1939, une vingtaine d’autographes ou de documents le concernant  au libraire parisien Georges Blaizot. Au début de la guerre, elle confia ces archives à un ami taiwanais, mais ne parvint jamais à les retrouver, en dépit des recherches menées dans les années 1970, avec le soutien des autorités françaises.
Après des séjours en Chine et au Japon, elle fonde en 1936 un groupe Diderot pour la compréhension mutuelle des peuples puis pour la propagande française en Extrême Orient. Son siège est établi à Paris, rue des Eaux, 8.
Dans ce cadre, le groupe Diderot établit des bibliothèques destinés à favoriser les échanges littéraires entre les nations : l'une à Genève (château de Montalègre), compte 150 000 volumes en langue chinoise, l'autre à Shanghaï rassemble 50 000 livres, essentiellement étrangers. Grâce à ses contacts, Alexandra Roubé-Jansky envisage aussi l'ouverture d'une bibliothèque à New York. Dans l'esprit de sa fondation, elle encourage aussi les éditeurs français à faire don de volumes.
Le 27 février 1936, Alexandra Roubé-Jansky annonce la mise à disposition de fonds permettant au Groupe de décerner annuellement pendant 10 ans un « prix Diderot » ; concrètement, un jury récompense un journaliste au moyen d'une bourse destinée à financer un séjour de deux mois en Chine, à Shanghaï, à charge, pour le lauréat, de rendre un article sur ses impressions de voyage.
1936
Il est décerné pour la première fois, le 19 décembre 1936, à Jacques Vidal-Lablache, par le jury composé d'Abel Bonnard, Roland Dorgelès, Marius Moutet (ministre des Colonies et fondateur de la Société d'éducation franco-chinoise), Henri Bonnet, Georges Bourdon, Paul Boyer (directeur de l'École des études orientales), Étienne Dennery, Scie-Ton-Fa (premier secrétaire de l'ambassade chinoise), Andrée Viollis, Louis Roubaud, Georges Charensol et Pierre Descaves (journalistes).
1937
En octobre 1937, quand la guerre sino-japonaise éclate, le jury se réunit pour envisager les modalités du prix au regard des événements. La remise du prix est avancée, mais maintenue, à titre de signal universaliste et pacifiste. Le prix est donc bien remis à Henri Rohrer, journaliste à Cassis, le 16 novembre 1937. L'événement fit l'objet d'un « radioreportage » d'Alex Virot diffusé sur Radio 37 depuis le domicile d'Alexandra Roubé-Jansky, à Garches.
Lors de cette soirée, Alexandra Roubé-Jansky fait part de son intention de créer des prix similaires dans différents pays ; elle a déjà concrètement eu l'occasion d'envisager la fondation d'un groupe et d'un prix « Franklin », lors de sa rencontre avec Eleanor Roosevelt, à la Maison-Blanche, en juin 1937.
1938
« Dans les circonstances actuelles, cette aubaine n'est peut-être pas un chance », écrivait alors Le Petit Journal. Et en effet, quand Rohrer revient de Chine, en novembre 1938, le jury suspend la remise jusqu'à ce que la paix soit rétablie en Extrême-Orient ; aucun lauréat n'est désigné en 1938.
1939
Alexandra Roubé-Jansky, pour prolonger son engagement, remplace la bourse de voyage par un prix annuel de 3 000 francs que le jury est chargé de remettre à l'auteur d'un article ou d'une étude sur la Chine publié au cours de l'année écoulée.
Aucun lauréat n'est désigné en 1939, mais un appel à candidature est ouvert pour l'année 1939. Les candidats sont invités à adresser leurs articles sur la Chine publiés en 1939, au Groupe Diderot à Garches, entre le 5 janvier et le 31 janvier 1940. L'approche de la guerre et l'invasion de la France le 20 mai 1940 a sans doute contrarié la remise du prix.
1948
Roubé-Jansky profite d'un nouveau voyage de plusieurs mois, à Shanghaï, Nankinget Peiping, pour relancer le prix Diderot en 1948. Le prix est désormais double, puisqu'il doit permettre un échange de quatre mois entre un journaliste français envoyé en Chine et un journaliste chinois accueilli en France. Le jury, placé sous la double présidence de l'ambassadeur de Chine en France, Tsien Taï, et de Paul Boncour, se compose d'Andrée Viollis, Francis Carco, Jean Paschoud, Pierre Mac Orlan, Pierre Descaves et Georges Charensol. L'intention se dégage alors d'envoyer « une » journaliste française.

### Directrice du théâtre des Arts
Alexandra Roubé-Jansky liquide une partie de son patrimoine pour racheter le Théâtre Verlaine (l'entreprise, mais apparemment pas le bâtiment) en 1954 ; elle en devient directrice et le renomme en Théâtre des arts en 1954 et s'y établit.
Le premier spectacle créé est Gigi de Colette, pour la première fois créé en français, mis en scène par Jean Meyer, avec Evelyne Ker et Alice Cocéa. Le soir de la première, le 24 février 1954, le théâtre organise un prestigieux gala, en l'absence de Colette, mais en présence de la femme du président René Coty et de nombreuses personnalités de l'Académie française (François Mauriac, Fernand Gregh et Maurice Garçon), de l'Académie Goncourt (Roland Dorgeles, Gérard Bauer, Armand Salacrou, Philippe Hériat, Alexandre Arnoux et Francis Carco), de la politique (Edgar Faure et des Arts et des Lettres (Marguerite Pierry, ...).
Les années 1957 et 1958 sont marquées par la polémique politique et judiciaire autour des représentations de Bérénice de Robert Brasillach en 1957 et 1958. Elle marque par ailleurs la fin de la collaboration entre Roubé-Jansky et Alice Cocéa.
Début juin 1955, Alexandra Roubé-Jansky rencontre Georges Simenon pour obtenir les droits d'adaptation de Maigret se trompe ; elle obtient les droits, Michel Simon est pressenti pour le rôle titre, mais le projet ne verra manifestement pas le jour.
En 1958, le théâtre programme une adaptation du roman de sa directrice J'ai quatorze ans ; le spectacle est retransmis à la radio.
Dès le début des années 1960, le théâtre est en butte à des difficultés financières et toute l'ingéniosité de la directrice ne suffit pas pour maintenir la trésorerie à flot.
Le 14 juin 1966, un incendie cause d'importants dégâts au théâtre.
Le théâtre peut rouvrir en juin 1966 et programme Le Pain des Jules, nouvelle adaptation du roman noir de Ange Bastiani. La salle est désormais transformée en restaurant-théâtre : chaque fauteuil est équipé d'un plateau amovible et une imposante cuisine, confiée à Louis Garault, permet de sustenter les spectateurs. Ces installations, alors nouvelles à Paris, sont inaugurées avec faste 22 juin 1966, en présence de Fernandel, Tino Rossi, Raymond Queneau, Mireille Darc, Rita Renoir, César, Henri Tisot, Jacques Gambier de la Forterie, la princesse Anne de Bavière et la comtesse Isabelle de la Rochefoucauld...
Durant l'été 1968, elle s'associe avec Gérard Descotils, ancien analyste financier new-yorkais, pour établir un ultime plan de sauvetage du théâtre. Le théâtre est rénové et de nouveaux fonds sont apportés pour prévoir deux nouvelles pièces. Ce plan est présenté à la presse début septembre 1968, lors de la répétition générale de la pièce The Connexion ; la préparation du spectacle suivant semble en bonne voie : La Chatte sur les rails de Joseph Topol devrait être interprétée par Jean-Claude Drouot et Emmanuelle Riva.
Elle reste directrice du théâtre et disperse son patrimoine pour payer le loyer, jusqu'à la fermeture du théâtre et la démolition du bâtiment en septembre 1969.

## Articles, reportages, conférences
- Contes d'action : un drame de la faim, Dimanche illustré, 6 mars 1932, n° 471.
- Toute la terre : l'âme orientale à travers la chanson, conférence. In : Conferencia (Paris), 15 avril 1935.
- Les conseils de bonheur du Bouddah, La Vie parisienne, 3 juillet 1937, p. 1357-1360.
- Visite à Mme Franklin D. Roosevelt, Le Journal, 18 août 1937, p. 5.
- Josette Ollivier, P. C. C.[Quoi ?] Alexandra Roubé-Jansky, Impressions d'Istamboul, Air-France revue, septembre 1950, n° 9, p. 100.

## Œuvres littéraires
- Mon suicide, nouvelle, 1928
- J'ai quatorze ans, roman, Paris, A. Fayard, 1931[47].
- La fin, nouvelle, Candide, 26 mars 1931, p. 9. Constituera un chapitre du Mariage d'Hamletow (1934).
- Le comte Léon Tolstoï, Dimanche illustré[48], 17 mai 1931, n° 429.
- Rose noire, roman, Paris, A. Fayard, 1932[49].
- Le Mariage d'Hamletow, roman, Paris, A. Fayard, 1934[50].
- L'amour par correspondance, Paris magazine, avril 1934, n° 32.
- Les amants de glace, Paris magazine, janvier 1934, nouvelle érotique[51].
- A night of love, Paris magazine, début août 1934, nouvelle érotique[52].
- Écume, roman, Paris, A. Michel, 1935[53]. « un livre très mâle et très bien », selon Roland Dorgeles[54].
- L'Homme qui a vu l'enfer, d'après Dostoïewsky, pièce de théâtre, créée à Paris, au théâtre Hébertot - alors appelé théâtre des Arts, début 1938[55].
- Le grand amour de Dostoïevsky, pièce de théâtre, écrite en 1946, présentée au théâtre des Célestins à Lyon en avril 1946[56].
- La Nuit orientale, spectacle-bal, grande salle de l'hôtel des Bergues (Genève ?), 1947. Affiche du spectacle, dessinée par Paul Colin, imprimée sur les presses de l'imprimerie Bedos & Cie à Paris[57]. Avec Ter Abramoff, Leila Bederkhan, H. T. Cheng, Roberte Jan, Paul Lorenz, Lee Hsien Ming, etc.
- Princesse parfumée, pièce de théâtre, création en préparation au théâtre des Arts à partir d'octobre 1952 ; avec Silvia Monfort et Juliette Gréco ; costumes de Balmain ; décors de Louis Touchagues[58].

## Conférences et interventions diverses
- Pourquoi et comment je suis devenue femme de lettres, thé-causerie, au club George Sand (au Royal Condé, hôtel de prestige établi rue Condé, n° 10), 3 décembre 1937. En compagnie de Lucie Delarue-Mardrus, Camille Marbo, Jacqueline Du Pasquier[59], Simonne Ratel, Isabelle Sandy et Syriex de Villiers[60].
- L'amour en Turquie et en France : l'homme ne doit-il avoir qu'une seule femme ?, 23 février 1938, banquet et débat organisés par Alexandra Roubé-Jansky et le « docteur Rehm »[61].
- Confidences d'une Turque, 16 mars 1940, conférence donnée lors d'un gala de charité au profit des victimes de tremblements de terre en Turquie[62].

## Interprétation
- Tatiana, la vierge rouge (Le Fou dans la maison), comédie en trois actes de Pierre-Louis Rehm, au théâtre des Gobelins du 19 au 25 avril 1929, puis au théâtre Montparnasse, du 26 avril au 2 mai[63]. Jouée, au moins en partie, au bénéfice du foyer des enfants russes[64].

## Autres références
- Woman writer plans society to aid China ; Mrs. Alexandra Roube-Jansky, French Journalist, Says Group Will Send Literature There, The New York Times, 14 mars 1937 (accès en ligne).
- Oakland Tribune from Oakland (California), 23 mars 1937, p. 17.
- Alexandra Roubé-Jansky. In : Éric Dussert, Cachées par la forêt : 138 femmes de lettres oubliées, Paris, La Table Ronde, 2018  (ISBN 9782710377146).
- Comment elles mangent : A. Roubé-Jansky, La Vie parisienne, 3 juillet 1937, p. 1219 (avec une photo et un échantillon d'écriture).
- Michel Georges-Michel, Choura la turque, Le cri de Paris, 24 mars 1940, n° 2243.
- Ch. H. thuât, Bà Roubé Jansky nói về... Nhu'ng cái bí-mật của nước Nhự't : Chuyện một nhà ngoại giao Nhựt có vợ Nga (Tiếp theo), Saigon (journal), 23 avril 1936, p. 6.